# تریانا د انوفریو
تریانا د انوفریو (Terryana D'Onofrio؛ متولد ۲۸ ژانویه ۱۹۹۷) کاراته کا ایتالیایی است. وی در مسابقات کاراته قهرمانی جهان ۲۰۱۸ که در مادرید، اسپانیا برگزار شد، در مسابقات کاتای تیمی زنان یکی از مدال‌های برنز را بدست آورد.
وی در مسابقات قهرمانی کاراته دانشگاهی جهان ۲۰۱۸ که در کوبه ژاپن برگزار شد، در مسابقات کاتای زنان مدال نقره را کسب کرد.
در مسابقات جهانی ساحل ۲۰۱۹ که در دوحه قطر برگزار شد، در مسابقات کاتای انفرادی بانوان رقابت کرد.